# Gieorgij Florow
Gieorgij Nikołajewicz Florow (także Flerow; ros. Георгий Николаевич Флёров; ur. 17 lutego?/2 marca 1913 w Rostowie n. Donem, zm. 19 listopada 1990 w Moskwie) – radziecki fizyk, profesor, członek Rosyjskiej Akademii Nauk.

## Życiorys
Ukończył Państwowy Uniwersytet Politechniczny w Sankt Petersburgu, początkowo prowadził prace w dziedzinie fizyki jądrowej, uzyskując w 1940 r. poważny sukces, gdy wspólnie z K. A. Pietrzakiem stwierdził samorzutne rozszczepienie jąder uranu. Jego list do Stalina miał przekonać dyktatora do potrzeby podjęcia badań nad bombą atomową. W 1943 r. Florow stał się członkiem grupy radzieckich fizyków pracujących nad tą bronią. Był pracownikiem Instytutu Energii Atomowej im. I. Kurczatowa i wieloletnim dyrektorem Laboratorium Reakcji Jądrowych Zjednoczonego Instytutu Badań Jądrowych w Dubnej. Jego prace obejmowały również zagadnienia z dziedziny energetyki jądrowej, promieniowania kosmicznego, syntezy ciężkich pierwiastków.
Zespół Florowa wytworzył cztery syntetyczne pierwiastki chemiczne: nobel (1956/63), rutherford (1964), lorens (1965) i dubn (1968). Na cześć uczonego pierwiastek o liczbie atomowej 114 nazwano flerowem.

## Odznaczenia i nagrody
- Medal Sierp i Młot Bohatera Pracy Socjalistycznej (29 października 1949)
- Order Lenina (dwukrotnie, 29 października 2949 i 1 marca 1983)
- Order Rewolucji Październikowej (1 marca 1979)
- Order Wojny Ojczyźnianej I klasy (11 marca 1985)
- Nagroda Leninowska (1967)
- Nagroda Stalinowska (dwukrotnie, 1946 i 1949)
- Nagroda Państwowa ZSRR (1975)
- Order Czerwonego Sztandaru Pracy (trzykrotnie, 4 stycznia 1954, 27 marca 1954 i 17 września 1975)
- Order Czerwonej Gwiazdy (10 czerwca 1945)
- Order Za Zasługi Naukowe I klasy (Rumunia, 1976)

I medale.